# 蕭綸
蕭綸（507年—551年），字世調，小字六真，梁武帝萧衍第六子，母丁充華。谥号邵陵攜王。

## 生平
蕭綸少年聪颖，博学善写文章，最得意尺牘。天监十三年（514年），封邵陵郡王。出为寧遠将軍、琅邪彭城二郡太守，转任轻車将軍、会稽郡太守。十八年（519年），召還为信威将軍。普通元年（520年），領石頭戍軍事，后为江州刺史。五年（524年），西中郎将权摄南兗州（《南史》作南徐州）。連座事件免官奪爵。七年（526年），受侍中之位。大通元年（527年），封爵恢复，加信威将軍，置佐史。中大通元年（529年），为丹陽尹。四年（532年），为侍中、宣惠将軍、揚州刺史。少府丞何智通上奏蕭綸妨害漁民。蕭綸知道，派遣刺客戴子高在建康巷間刺殺何智通，何智通临死以血写“邵陵”二字。何智通之子到宮中控訴，蕭衍派兵包围蕭綸府邸，逮捕戴子高，蕭綸免官为庶人。不久恢复封爵。大同元年（535年），为侍中、雲麾将軍。六年（540年），出为使持節、都督郢定霍司四州諸軍事、平西将軍、郢州刺史，转任安前将軍、丹陽尹。中大同元年（546年），出任镇東将軍、南徐州刺史。
太清二年（548年），進位中衛将軍、開府儀同三司。侯景之乱起，加蕭綸征討大都督，率众討侯景。出战之前，蕭衍说要避免短期決战，要有長期作战的准备。蕭綸到鍾離时，侯景在采石渡江。蕭綸昼夜兼行南下。率3万兵出京口，听从将軍赵伯超進言，从小道直指钟山，出其不意擊敗侯景軍。翌日，与侯景两軍对峙。侯景軍後退，梁朝南安侯蕭駿率领数十騎突出。侯景軍回军击败蕭駿，逼近蕭綸大军，蕭綸軍大敗。蕭綸後退鍾山，部下只剩1000人，受到侯景軍包围下再敗，逃回京口。三年（549年）春，蕭綸与東揚州刺史蕭大連救援建康，到驃騎洲，進位司空。侯景軍攻陷建康台城，杀萧纶子萧坚，蕭綸逃回，萧大连担心他要害自己而想害他，萧纶察觉后逃到禹穴。
大宝元年（550年），蕭綸入郢州，南平王萧恪让郢州刺史之位给他，蕭綸不受，于是蕭恪尊蕭綸假黄鉞、都督中外諸軍事，蕭綸置百官，郢州厅事为正陽殿。湘东王萧绎包围河東王蕭譽于長沙，蕭綸想派軍救援，因为糧食補給不足未果，写信劝说萧绎，萧绎不听。蕭綸改修兵器准备討侯景。萧绎怕六哥强大，派王僧辩率水軍1万逼近郢州。蕭綸失敗，与子蕭躓乘小舟逃往武昌。部下長史韋質、司馬姜律原在郢州城外，迎接蕭綸敗兵，駐屯齐昌郡，萧纶投降北齐，被封为梁王，联合北齐軍攻擊南陽。侯景之将任約得知，率领铁騎200襲擊蕭綸。蕭綸敗走定州。定州刺史田龍祖迎接，田龍祖是萧绎任命的刺史，蕭綸害怕，再回齐昌郡。路经汝南，西魏汝南城主李素孝是蕭綸旧部下，迎入蕭綸。蕭綸集兵将要攻擊竟陵。西魏安州刺史馬岫得知，報告西魏朝廷，西魏派遣大将軍楊忠、儀同侯幾通率軍抵抗。二年（551年）2月，楊忠進軍汝南，蕭綸守籠城。寒天大雪楊忠不能进攻，后来李素孝中流矢阵亡，汝南城陷落，俘虏蕭綸。蕭綸不屈被殺，遺体扔在江岸。百姓怜之。後萧绎即位为梁元帝追諡六哥为攜。姪兒西梁宣帝蕭詧則迎丧下葬，追赠太宰，谥安，后又諡為壯武王。

## 家庭

### 母
- 丁充華，梁武帝的妃嫔

### 子
- 蕭堅，字長白，汝南侯
- 蕭確，字仲正，正階侯→永安侯
- 蕭礩，威正侯

## 延伸阅读
[在维基数据编辑]
 在维基文库阅读此作者作品
 《梁書/卷29》，出自姚思廉《梁書》
 《南史/卷53》，出自李延壽《南史》

## 资料来源
1. ↑  《梁书》本传载其身亡时“时年三十三”，似出生于519年，然与514年封王及其弟萧绎生于508年八月矛盾。故钱大昕根据其与两弟萧绎、萧纪同年封王，认为其当生于天监六年或天监七年八月之前。

- 《梁书》卷29 列传第23
- 《南史》卷53 列传第43
- 《陳書》

| 政府职务                       | 政府职务       | 政府职务      |
| ------------------------------ | -------------- | ------------- |
| 空缺上一位持有相同頭銜者：袁昂 | 南梁司空 549年 | 繼任： 蕭會理 |